# District de Steglitz
Le district de Steglitz est l'une des anciennes subdivision administratives de Berlin créée lors de la constitution du « Grand Berlin » en 1920.

Après la Seconde Guerre mondiale, elle fera partie du secteur d'occupation américain de Berlin-Ouest.
Lors de la réforme de 2001, le district fut intégré à l'arrondissement de Steglitz-Zehlendorf et correspond aux actuelles quartiers de :
- 0601 Steglitz
- 0602 Lichterfelde
- 0603 Lankwitz

## Maires du district
| Période           | Nom                             | Parti |
| ----------------- | ------------------------------- | ----- |
| 1921–1933         | Martin Sembritzki               | DVP   |
| 1933–1943         | Herbert Treff (de)              | NSDAP |
| Mai–juin 1945     | Paul Schwarz (de)               |       |
| Juin–juillet 1945 | Fritz Starke                    | KPD   |
| 1945–1946         | Arthur Jochem (de) (provisoire) | LDP   |
| 1946–1950         | Helmut Mattis (de)              | SPD   |
| 1950–1955         | Werner Zehden (de)              | SPD   |
| 1955–1959         | Fritz David von Hansemann (de)  | CDU   |
| 1959–1965         | Peter Bloch                     | CDU   |
| 1965–1971         | Heinz Hoefer (de)               | SPD   |
| 1971–1984         | Helmut Rothacker                | CDU   |
| 1984–1992         | Klaus Dieter Friedrich          | CDU   |
| 1992–2000         | Herbert Weber (de)              | CDU   |